# Cart Life
Cart Life är ett simulationsspel utvecklat av Richard Hofmeier och släppt i maj 2011 till Microsoft Windows. Spelet blev tillgängligt på Steam i mars 2013, men togs senare bort när Hofmeier släppte hela källkoden gratis.

## Gameplay
I Cart Life kontrollerar spelaren en av tre gatuförsäljare. Vinny säljer bagels, Andrus har en tidningskiosk och Melanie erbjuder kaffe. Det gäller att försöka sköta verksamheten, samtidigt som handlarnas hälsa, intressen och familjer är faktorer som också är i fokus. Exempelvis måste karaktärerna få tillräckligt med mat, dryck och sömn, och deras respektive privatliv innefattar olika vardagliga situationer. Bland annat har Melanie en dotter som hon följer till och från skolan.

## Om spelet
Inspiration till spelet fick Richard Hofmeier från egna erfarenheter av arbetslivet, men också från andra datorspel som Little Computer People och River City Ransom.
Han planerade inledningsvis att slutföra spelet på 30 dagar men arbetet kom att ta tre år. Under utvecklingen med Cart Life samtalade Hofmeier med ett flertal gatuförsäljare och undersökte deras arbete, vilka uttryckte entusiasm över spelet.

## Mottagande
Spelet togs emot väl av recensenter, som i synnerhet lyfte fram framställningen av karaktärerna. Den huvudsakliga kritiken riktades mot spelets tekniska problem, så som buggar.
2013 vann Cart Life Seumas McNally Grand Prize vid Independent Games Festival.